# Nonochamus inexpectatus
Nonochamus inexpectatus är en skalbaggsart som först beskrevs av Stefan von Breuning 1935.  Nonochamus inexpectatus ingår i släktet Nonochamus och familjen långhorningar. Inga underarter finns listade i Catalogue of Life.